# Menisc (física)
|  | Per a altres significats, vegeu «Menisc». |

A: Menisc còncau
B: Menisc convex.
La línia discontínua representa el pla tangent que ha de tenir-se en compte per enrasar.

El menisc en física, és la corba voltejada de la superfície d'un líquid que es produeix en resposta a la superfície del seu recipient. Aquesta curvatura pot ser còncava o convexa, segons si les molècules del líquid i les del recipient s'atrauen (aigua i vidre) o es repel·leixen (mercuri i vidre), respectivament. És causat per la tensió superficial.
La paraula menisc (o meniscus en llatí) deriva del grec i en aquesta llengua significa creixent (de la lluna)

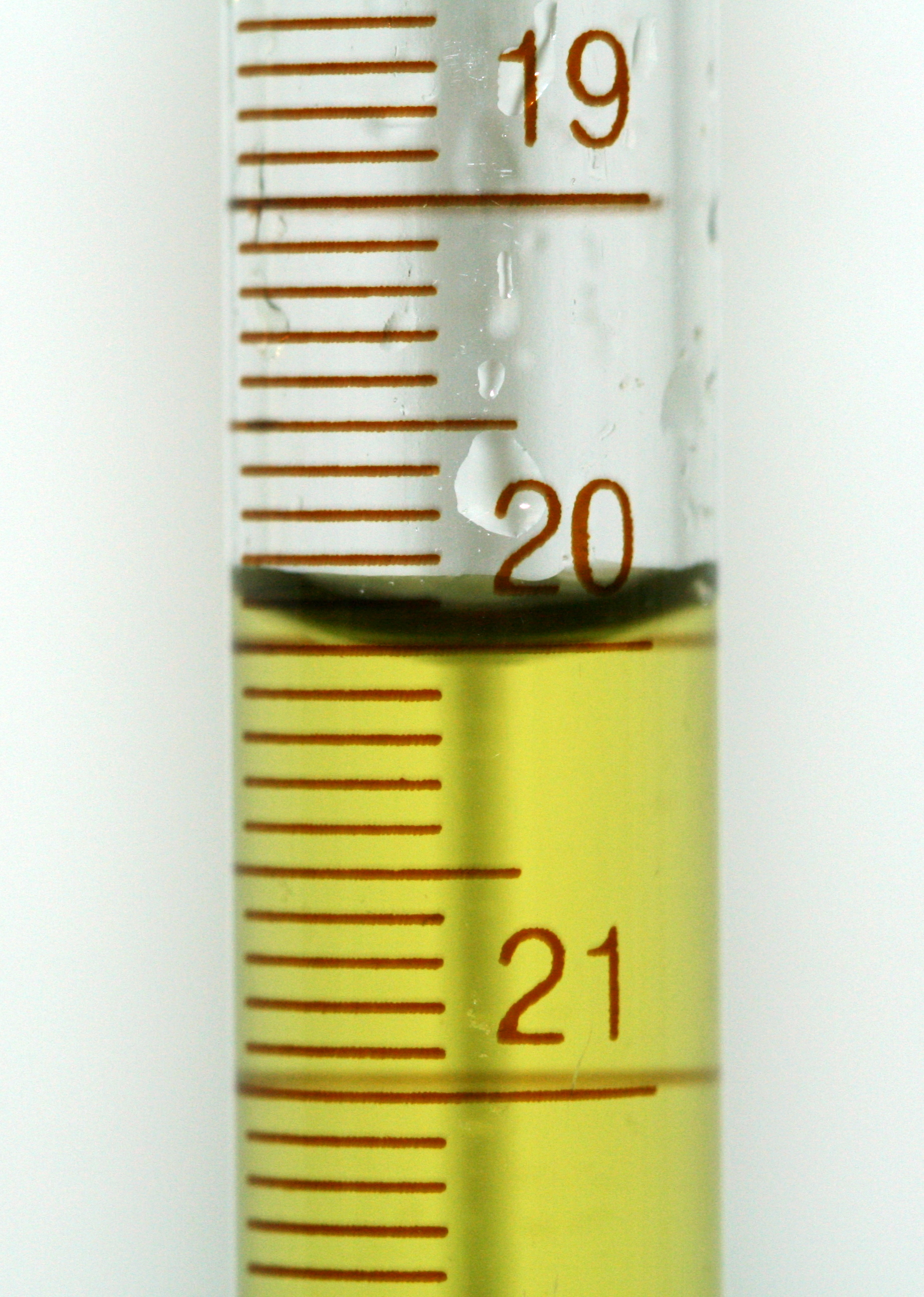
un menisc vist en una bureta amb aigua acolorida.

La concavitat del menisc s'origina quan les forces d'adhesió entre les molècules d'un líquid i les parets del recipient que el conté són més grans que les forces de cohesió del líquid. La convexitat del menisc sorgeix quan les forces de cohesió són més grans que les de l'adhesió. De fet la forma del menisc està relacionada amb l'alçada d'un líquid en un capil·lar a través de la llei de Jurin.
La tensió superficial actua succionant el líquid quan el menisc és còncau i refusant-lo quan és convex.
Per a realitzar la lectura de qualsevol líquid utilitzat en aparells de mesura, ha de coincidir la corba (o més ben dit la seva tangent, la part central) amb l'aforament o graduació. Sempre tenint la vista perpendicular a ambdues per eliminar l'error de paral·laxi.